# Сан Маурицио Канавезе (Лоди)
Сан Маурицио Канавезе је насеље у Италији у округу Лоди, региону Ломбардија.
Према процени из 2011. у насељу је живело 23 становника. Насеље се налази на надморској висини од 56 м.